# Wasserkraftwerk Finndøla
Das Wasserkraftwerk Finndøla ist ein 1972 in Betrieb genommenes und von der SKAGERAK KRAFT AS  betriebenes Wasserkraftwerk in der Kommune Fyresdal in der Provinz Telemark in Norwegen. Es gehört zum Arendalsvassdraget und wird aus dem See Gausvatnet gespeist. Der Abfluss erfolgt in den See Fyresvatnet.
Die installierte Leistung beträgt 108 MW und die durchschnittliche Bruttostromerzeugung 266,36 GWh pro Jahr.